# La bicicleta de Pekín
La bicicleta de Pekín (Chino simplificado: 十七岁的单车; Chino tradicional: 十七歲的單車; pinyin: Shí qī suì de dān chē;) es una película dramática de 2001 del director chino de la sexta generación Wang Xiaoshuai. Se estrenó en el Festival Internacional de Cine de Berlín, pero fue prohibida subsiguientemente en la República Popular China, hasta que se levantó la censura en 2004

## Argumento
La trama gira en torno al joven Guei (Cui Lin), un muchacho de diecisiete años que ha llegado de una zona rural para buscar trabajo en Pekín. Encuentra un empleo como repartidor de una empresa de correos, que le asigna una bicicleta con la que hacer sus entregas. Después de que la bicicleta es robada un día, Guei emprende desesperadamente su búsqueda. En otra zona de Pekín, Jian (Li Bin) un joven estudiante de familia pobre, compra la bicicleta de Guei en un mercado de segunda mano. Cuando Guei localiza finalmente la bicicleta, el director Wang Xiaoshuai explora más que quien es el legítimo dueño de ella para adentrarse se en la crítica social exponiendo temas como la diferencia de clases, la delincuencia juvenil, las divisiones socioeconómicas entre el campo y la ciudad y el cambio que trae consigo la modernidad.

## Premios
- Oso de Plata en la Berlinale.